# Fブロック元素
Fブロック元素とは、ランタノイドおよびアクチノイドの総称。FブロックのFは、英語の fundamental に由来する。
（ランタン (La)） 、セリウム (Ce) 、プラセオジム (Pr) 、ネオジム (Nd) 、プロメチウム (Pm) 、サマリウム (Sm) 、ユウロピウム (Eu) 、ガドリニウム (Gd) 、テルビウム (Tb) 、ジスプロシウム (Dy) 、ホルミウム (Ho) 、エルビウム (Er) 、ツリウム (Tm) 、イッテルビウム (Yb) 、（ルテチウム (Lu) ）
（アクチニウム (Ac)） 、トリウム (Th) 、プロトアクチニウム (Pa) 、ウラン (U) 、ネプツニウム (Np) 、プルトニウム (Pu) 、アメリシウム (Am) 、キュリウム (Cm) 、バークリウム (Bk) 、カリホルニウム (Cf) 、アインスタイニウム (Es) 、フェルミウム (Fm) 、メンデレビウム (Md) 、ノーベリウム (No) 、（ローレンシウム (Lr) ）

## ランタン、ルテチウム、アクチニウム、ローレンシウムの扱い
ランタンはf軌道が空でルテチウムはf軌道が満たされており、ともにDブロック元素のような性質を持つ。アクチニウムとローレンシウムの関係も同様である。これらの元素をDブロックとFブロックのどちらに含めるかには議論がある。周期表では紙面の都合もあってこれらを全てFブロック元素のように扱うことが多い。